# Torrent de Miralles
El torrent de Miralles és un curs d'aigua del terme de Castellar del Vallès. Neix al massís de Sant Llorenç del Munt, al collet de Miralles, molt a prop del turó del Llop. Les seves aigües són retingudes en un petit pantà anomenat llac d'en Miquel. Desemboca al riu Ripoll vora Can Messeguer.